# Georgetown (Luizjana)
Georgetown – wieś w Stanach Zjednoczonych, w stanie Luizjana, w parafii Grant.